# Lindsay Crouse
Lindsay Ann Crouse (New York, 12 mei 1948) is een Amerikaans actrice. Zij werd in 1985 genomineerd voor een Academy Award voor haar bijrol als Margaret Lomax in de dramafilm Places in the Heart. Elf jaar later werd ze genomineerd voor een Daytime Emmy Award voor de aflevering Between Mother and Daughter van het jeugdprogramma CBS Schoolbreak Special.
Crouse speelde in de televisiefilms Eleanor and Franklin en The Tenth Level voordat ze in 1976 op het witte doek debuteerde als Kay Eddy in All the President's Men. Inmiddels speelde ze in meer dan 25 films, meer dan veertig inclusief televisiefilms. Daarnaast had Crouse wederkerende rollen in ruim tien televisieseries, hoewel haar personages daarin zelden meer dan een handvol afleveringen voorkomen.
Crouse trouwde in 1998 met filmmonteur Rick Blue, haar tweede echtgenoot. Eerder was ze van 1977 tot 1990 getrouwd met scenarioschrijver-regisseur David Mamet. Met hem kreeg ze dochters Willa en Zosia.

## Filmografie
*Exclusief 15+ televisiefilms
| - Somewhere Slow (2013) - Mr. Brooks (2007) - Cherish (2002) - Impostor (2001) - Almost Salinas (2001) - The Insider (1999) - Stranger in My House (1999) - Progeny (1998) - One Hell of a Guy (1998) - Prefontaine (1997) - The Arrival (1996) - The Juror (1996) - The Indian in the Cupboard (1995) - Bye Bye Love (1995) | - Being Human (1993) - Desperate Hours (1990) - Communion (1989) - Brave Irene (1989, stem) - House of Games (1987) - Places in the Heart (1984) - Iceman (1984) - Daniel (1983) - Krull (1983, stem) - The Verdict (1982) - Prince of the City (1981) - Between the Lines (1977) - Slap Shot (1977) - All the President's Men (1976) |

## Televisieseries
*Exclusief eenmalige gastrollen
- FlashForward - Mrs. Kirby (2010, twee afleveringen)
- Law & Order: Special Victims Unit - Rechter Andrews (2009-2011, zeven afleveringen)
- Law & Order - Diane Meade (1993-2005, drie afleveringen)
- Dragnet - Capt. Ruth Hagermann (2003, zes afleveringen)
- Hack - Beth Kulvicki (2003, vier afleveringen)
- Frasier - Peg (2002, twee afleveringen)
- Providence - Lauren MacKenzie (2001-2002, vier afleveringen)
- Buffy the Vampire Slayer - Professor Maggie Walsh (1999-2000, negen afleveringen)
- NYPD Blue - Jane Wallace (1996-1997, twee afleveringen)
- L.A. Law - Lawyer Sharon Cummings (1990-1994, twee afleveringen)
- Civil Wars - Dianne Ralston (1993, twee afleveringen)
- Hill Street Blues - Kate McBride (1986-1987, vier afleveringen)

- Biblioteca Nacional de España: XX1297971
- Bibliothèque nationale de France: cb14011275m (data)
- Gemeinsame Normdatei: 173812333
- International Standard Name Identifier: 0000 0000 7823 7754
- Library of Congress Control Number: n91121290
- MusicBrainz: 32589b3c-4170-495b-aec1-4556a98eeeeb
- Nationale Bibliotheek van Tsjechië: xx0066985
- Nationale Bibliotheek van Israël: 987007457821405171
- Nationale Bibliotheek van Polen: a0000001721317
- Nederlandse Thesaurus van Auteursnamen: 071436499
- SNAC: w6fx9p36
- Système universitaire de documentation: 11907592X
- Virtual International Authority File: 71590092
- WorldCat: E39PBJv4qqTtQ4qqGRFjQ4fpfq